# Тёрн, Арвид
Арви́д Теодо́р Тёрн (швед. Arvid Teodor Thörn; 13 февраля 1911 — 2 декабря 1986) — шведский футболист, играл на позиции нападающего. Участник чемпионата мира 1934 года.

## Биография

### Клубная карьера
В течение пяти сезонов Тёрн играл в низших лигах за «Грёнгесберг». В 1934 году он перешёл в «Эребру», за который играл один сезон. В 1935 году вернулся в «Грёнгесберг», в котором играл до конца карьеры. Он был известен, как физически крепкий нападающий.

### Карьера в сборной
Дебютировал за сборную Швеции 18 июля 1930 года в матче со сборной Эстонии — Швеция выиграла матч со счётом 5:1 и Тёрн в том матче забил гол, оказавшийся для него дебютным в национальной команде. Он был первым игроком из «Эребру», который был вызван в сборную Швеции.
В составе сборной Швеции вошёл принимал участие на чемпионате мира 1934 года, но на поле не выходил. Всего за сборную Швеции сыграл 2 матча и забил 1 гол.

### Смерть
Скончался 2 декабря 1986 года в Стокгольме в возрасте 75 лет.